# Radebeul
Radebeul (górnołuż. Radobyle) – miasto w południowo-wschodniej części Niemiec, w kraju związkowym Saksonia, w powiecie Miśnia. Do 29 lutego 2012 należała do okręgu administracyjnego Drezno. Leży w dolinie Łaby, ok. 10 km od Drezna.
W świecie znane jest z upraw winnej latorośli, muzeum poświęconemu twórczości Karla Maya, oraz kolejki wąskotorowej Radebeul – Radeburg. Z uwagi na uroki krajobrazu i łagodny klimat zwane jest czasami „Saksońską Niceą” (Sächsisches Nizza), przy „Saksońskim Szlaku Wina” (Sächsische Weinstraße).

## Gospodarka
W mieście rozwinął się przemysł farmaceutyczny, tworzyw sztucznych, maszynowy, odzieżowy oraz winiarski.

## Historia

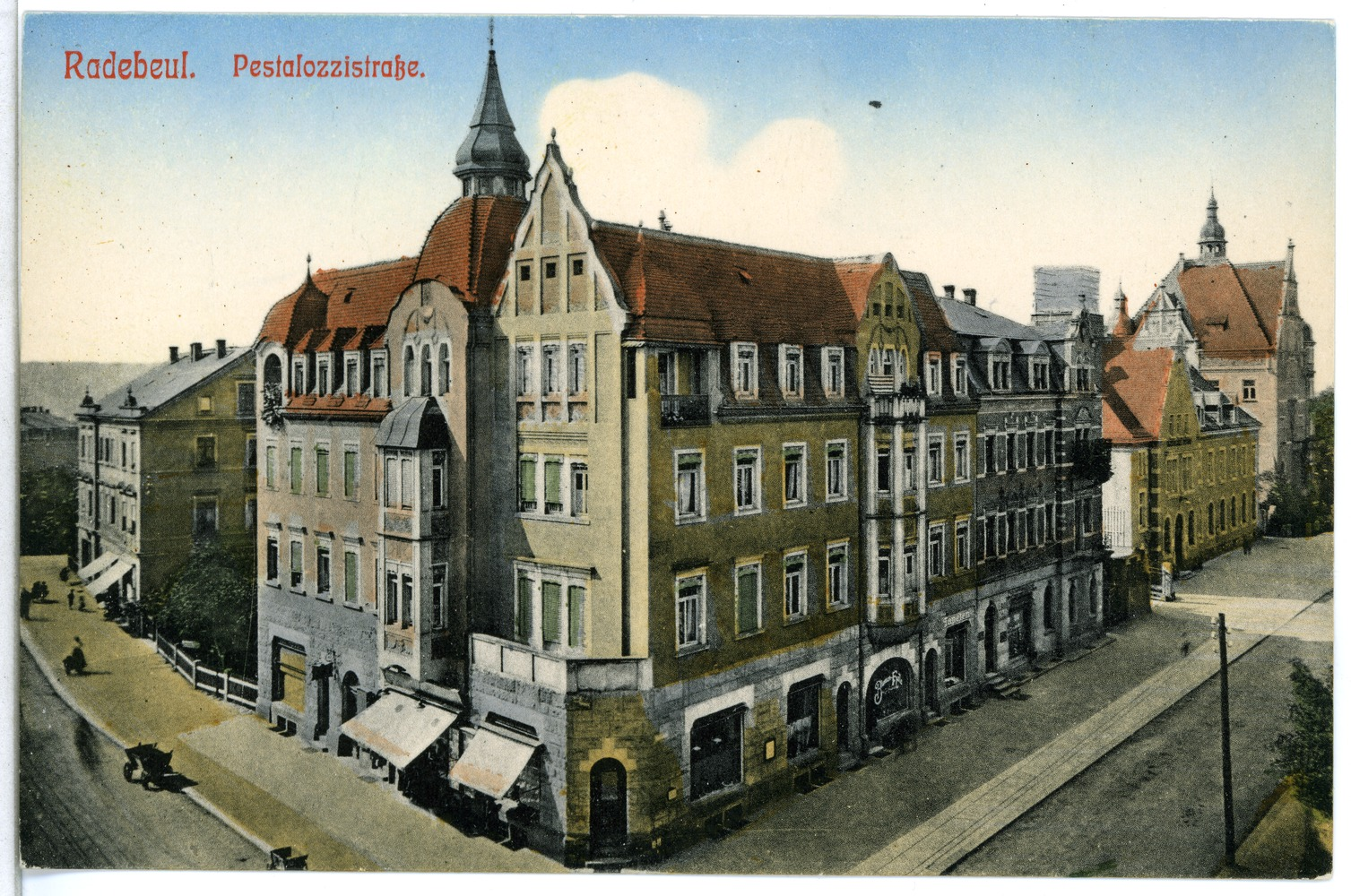
Radebeul na widokówce z 1911 r.

Jako wieś wspomniany w dokumentach z roku 1349. W latach 1697–1706 i 1709–1763 Radebeul wraz z Elektoratem Saksonii był związany unią z Polską, a w latach 1807–1815 wraz z Królestwem Saksonii unią z Księstwem Warszawskim. W granicach zjednoczonych Niemiec leży od 1871 roku.
Na początku XVII w. królewsko-polski i elektorsko-saski marszałek polny August Christoph von Wackerbarth zakupił część okolicznych dóbr i ufundował barokowy pałac.
W roku 1905 przyłączono do Radebeul miejscowość Serkowitz. Od roku 1924 otrzymuje prawa miejskie, powstałe z połączenia sąsiednich miejscowości: Kötzschenbroda, Lindenau, Naundorf, Zitzschewig oraz Niederlößnitz. Od roku 1947 wchodzi w skład rejencji Drezno. Od roku 1995 posiada status dużego miasta powiatowego (große Kreisstadt); od 2008 wchodzi w skład powiatu Miśnia.

## Podział administracyjny
- Wschód:
  - Alt-Radebeul(inne języki)
  - Serkowitz(inne języki)
  - Oberlößnitz(inne języki)
  - Wahnsdorf(inne języki)
- Zachód:
  - Lindenau(inne języki)
  - Niederlößnitz(inne języki)
  - Naundorf(inne języki)
  - Kötzschenbroda(inne języki)
  - Zitzschewig(inne języki)

## Zabytki

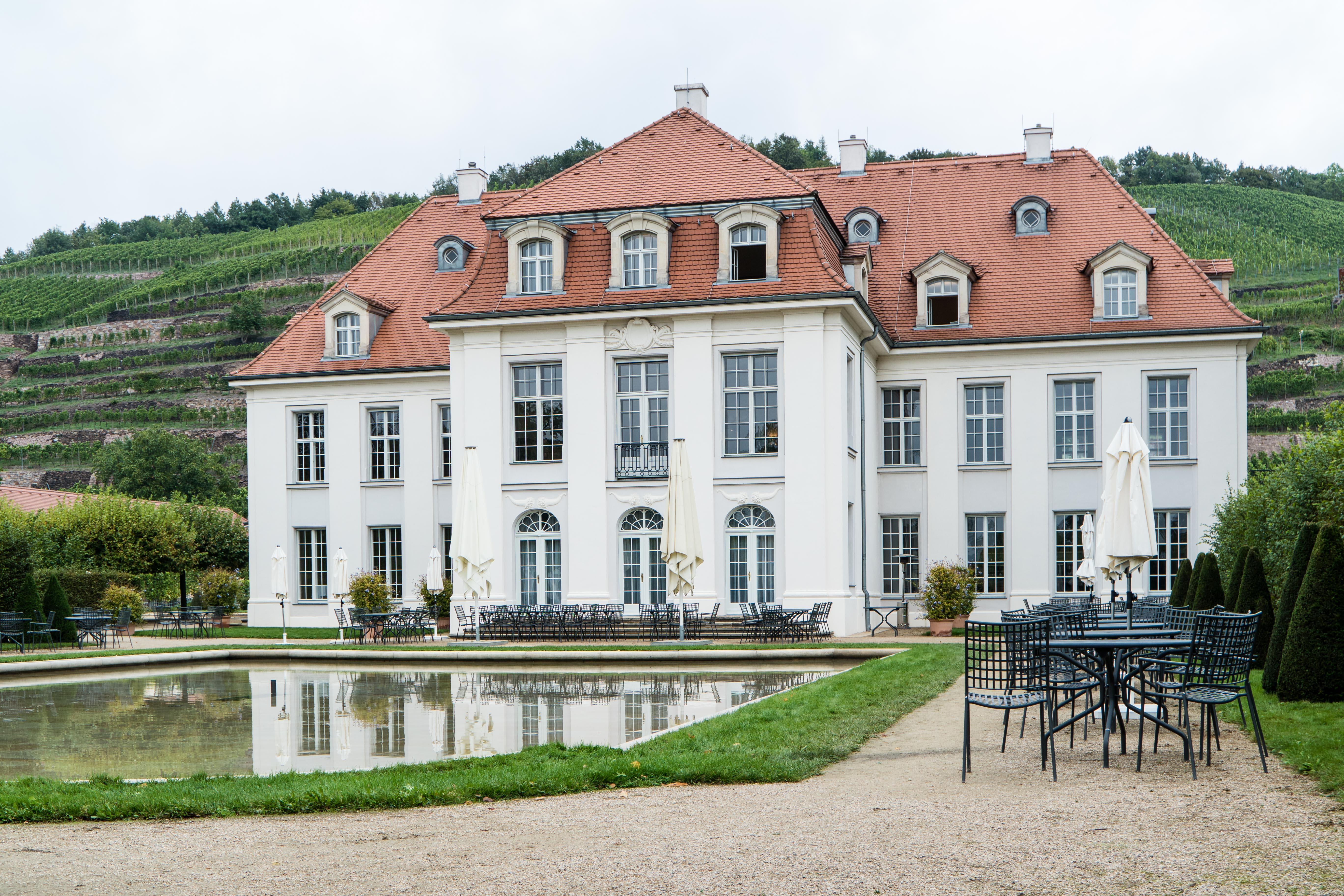
Pałac Wackerbartha

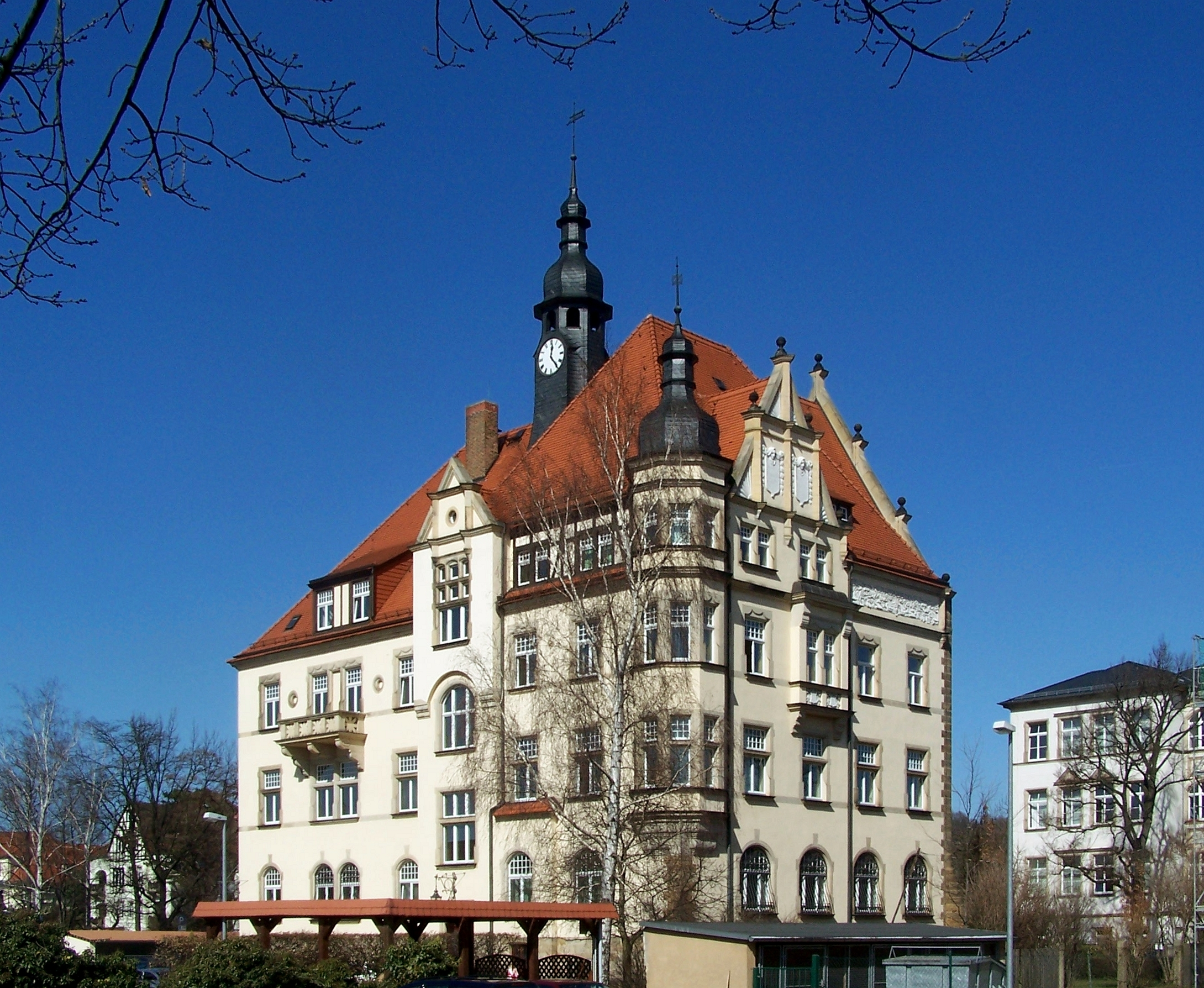
Ratusz

Zabytki zachodniej części miasta:
- Zespół pałacowy Wackerbartha:
  - Pałac Wackerbartha(inne języki) wzniesiony w latach 1727–1730 według projektu Jana Krzysztofa Knöffela
  - Ogród francuski
  - Pałacyk gościnny
  - Belweder
- Friedensburg
- Krapenburg(inne języki)
- wille z końca XIX w. i początku XX w.
- Stara Kuźnia w Kötzschenbroda(inne języki) z lat 1898/99
- Kąpielisko Bilza(inne języki) z pocz. XX w.
- Wieża ciśnień(inne języki) z lat 1916/17

Zabytki wschodniej części miasta:
- Dom Beztroski (Haus Sorgenfrei) z lat 1785/1788 (drezdeński zopf)
- Spitzhaus ze schodami
- Cikkurat z XVII w.
- Stara Kuźnia w Serkowitz(inne języki) z 1814 r.
- dworzec kolei wąskotorowej Lößnitzdackel Radebeul Ost z XIX w.
- Ratusz(inne języki) z 1900 r.
- wille z końca XIX w. i początku XX w., w tym Villa Shatterhand(inne języki) i Villa Bärenfett(inne języki), mieszczące Muzeum Karla Maya(inne języki)
- Wieża Bismarcka(inne języki) z 1907 r.
- Gmach poczty z lat 1909/10

## Transport

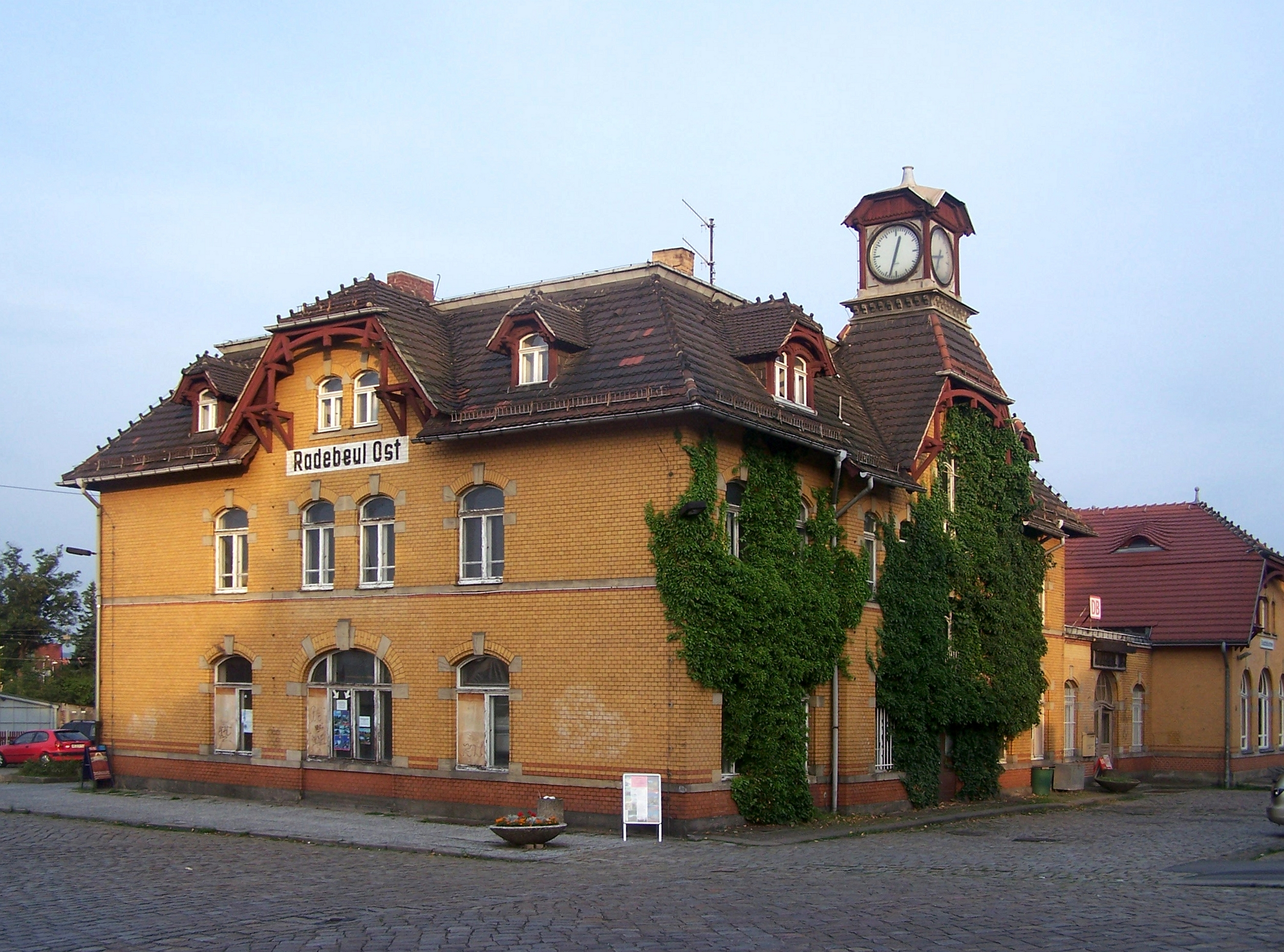
Dworzec kolejowy Radebeul Ost

Miasto włączone jest w system transportu miejskiego Dresdner Verkehrsbetriebe linią tramwajową nr 4 oraz linią szybkiej kolei miejskiej S-Bahn S1, która posiada cztery stacje podmiejskie w mieście. Kolej niemiecka Deutsche Bahn RE 50 także zatrzymuje się na stacji Radebeul Ost. Radebeul Ost jest historycznym dworcem kolei wąskotorowej Radebeul – Radeburg, położonym obok Muzeum Karla Maya.

## Kultura

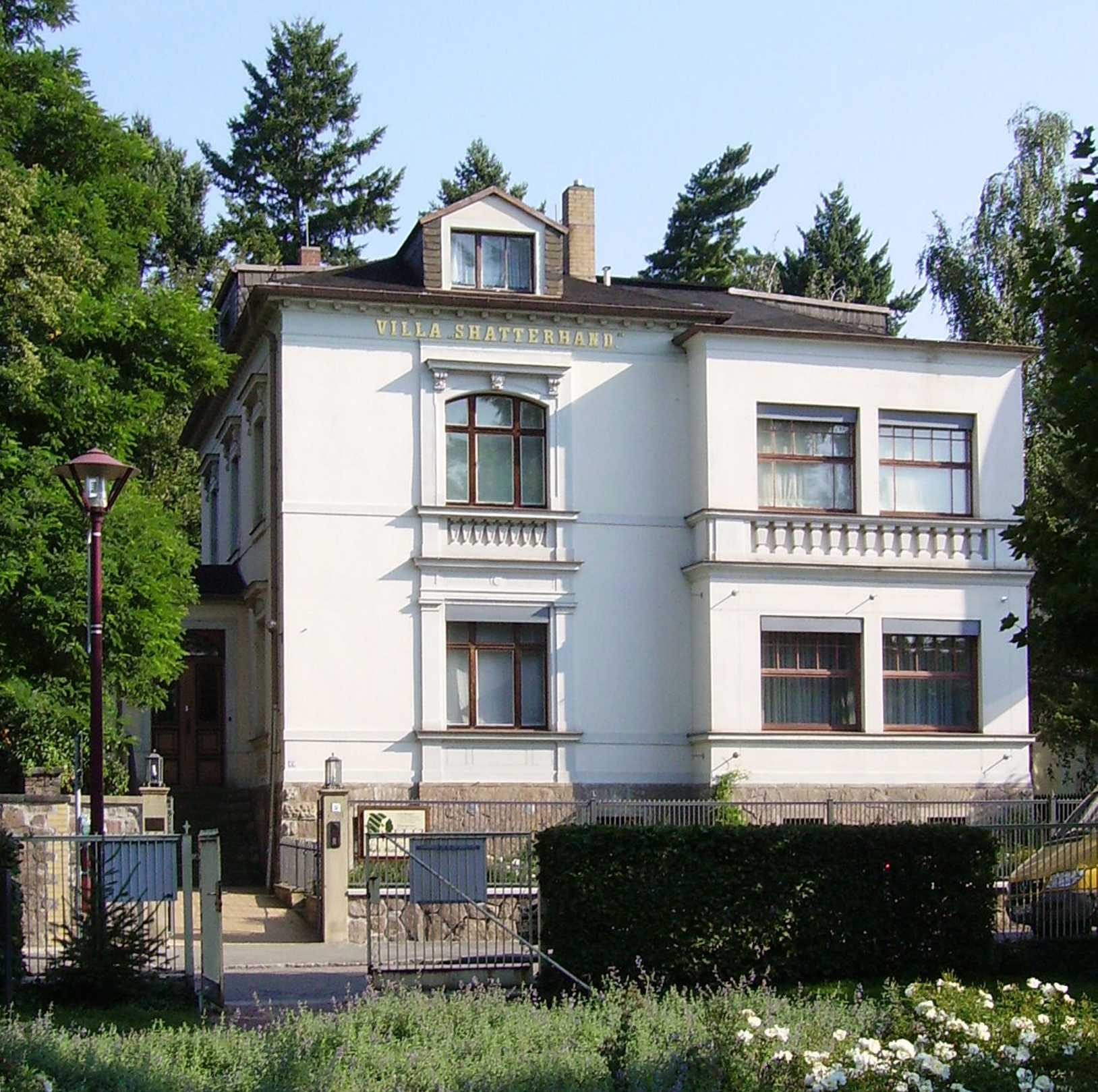
Muzeum Karla Maya

### Teatr
- Landesbühnen Sachsen

### Muzea
- Muzeum Karla Maya(inne języki) (Karl-May-Museum)
- galeria miejska (Stadtgalerie Radebeul)
- muzeum uprawy wina (Weingutmuseum)
- obserwatorium astronomiczne (Volkssternwarte Adolph Diesterweg)
- „DDR-Museum Zeitreise”

### Imprezy cykliczne
- Dni Karla Maya (Karl-May-Festtage)
- spotkania twórców i grafików (Radebeuler Grafikmarkt)
- bieg po 397 schodach (Spitzhaustreppenlauf)

## Współpraca
- Cananea, Meksyk
- Obuchów, Ukraina
- Ostfildern, Badenia-Wirtembergia
- Sierra Vista, Stany Zjednoczone
- St. Ingbert, Saara